# 1078年
| 千纪： | 2千纪 |
| 世纪： | 10世纪 \| 11世纪 \| 12世纪                                                                                 |
| 年代： | 1040年代 \| 1050年代 \| 1060年代 \| 1070年代 \| 1080年代 \| 1090年代 \| 1100年代                           |
| 年份： | 1073年 \| 1074年 \| 1075年 \| 1076年 \| 1077年 \| 1078年 \| 1079年 \| 1080年 \| 1081年 \| 1082年 \| 1083年 |
| 纪年： | 戊午年（马年）；辽大康四年；北宋元丰元年；西夏大安五年；大理广安二年；越南英武昭勝三年；日本承曆二年       |

## 大事记
- 伊賈斯拉夫一世·雅羅斯拉維奇在內鬨戰爭中陣亡，其弟弗謝沃洛德一世繼位。

## 出生
- 令子內親王

## 逝世
- 伊賈斯拉夫一世·雅羅斯拉維奇，基輔羅斯大公。